# آنتونی یوراش
آنتونی یوراش (لهستانی: Antoni Jurasz؛ زادهٔ ۲۷ آوریل ۱۹۲۲–۲۳ مارس ۲۰۱۱) بازیگر اهل لهستان بود.
از فیلم‌ها یا مجموعه‌های تلویزیونی که وی در آن‌ها نقش داشته‌است، می‌توان به مروارید دیهیم، آبروی فرزند، به‌دور از جاده و عملیات هیملر اشاره نمود.